# Angusville
Angusville is een plaats (town) in de Canadese provincie Manitoba .